# Dioscorea nummularia
Dioscorea nummularia är en enhjärtbladig växtart som beskrevs av Jean-Baptiste de Lamarck. Dioscorea nummularia ingår i släktet Dioscorea och familjen Dioscoreaceae. Inga underarter finns listade i Catalogue of Life.